# 旅顺站
旅顺火车站位于中国大连市旅顺口区，是沈大铁路旅顺支线的终点站，建于1903年，俄罗斯风格砖木结构，为中国铁路沈阳局集团下属的二等站。

## 历史
1898年，帝俄强租旅大，着手扩建旅顺军港，铺设东清铁路。在勘察火车站的地点时，原拟在太阳沟，后来为了军事运输的需要，选定于现址。1900年，由俄罗斯人设计并开始建造旅顺站。1903年7月14日，旅顺站作为南满洲铁路周旅支线的终点站投入运营，时为一等车站。1904年，受日俄战争影响，铁路运输中断，车站停运。1905年9月，日俄签订《朴茨茅斯和约》，日本强占了长春至旅顺的铁路，车站由俄式的宽轨改建为窄轨后恢复通车。1906年，车站随旅顺线转交南满洲铁道接管，1907年，旅顺线由窄轨改为标准轨。1945年8月，日本投降后，苏联红军接管车站，由中苏双方共同运营，直至1952年12月31日中国政府接管车站。
旅顺作为重要的军事港口，旅顺站见证了多次重大历史事件发生。1931年9月19日，九一八事变次日凌晨，策划发动者关东军司令本庄繁于率领三宅光治、石原莞尔等人，乘专列由车站前往奉天市。当日，关东军司令部全员由旅顺站出发，移驻奉天。1955年1月，中国人民志愿军抵达旅顺站接防旅大防务。1955年5月26日，苏军第39集团军什维佐夫上将率司令部机关人员在旅顺站登车撤离。同时，由于临近军事港口，旅顺站在由中国政府接管后长期禁止外国人进入，2009年6月，车站不再禁止外国人进入，但在附近仍然不能自由活动。2014年4月21日，车站仅有的一趟往返于大连间的6331/2次列车停运，旅顺站不再办理客运业务，但依旧保留售票业务。目前车站仅供货运使用，站内有一条通往旅顺军港的货物运输线。
作为东北铁路沿线保存最完整的欧式建筑之一，1985年7月11日，车站被列为大连市市级文物保护单位。2002年，车站被列入第一批大连市重点保护建筑。2013年3月5日，车站旧址被列为第七批全国重点文物保护单位。2017年12月2日，车站入选第二批中国20世纪建筑遗产名录。